# In Amguel
In Amguel è un comune dell'Algeria, situato nella provincia di Tamanrasset.